# Callagur borneoensis
Callagur borneoensis је гмизавац из реда Testudines и фамилије Geoemydidae.

## Угроженост
Ова врста је крајње угрожена и у великој опасности од изумирања.

## Распрострањење
Ареал врсте је ограничен на мањи број држава. 
Врста је присутна у следећим државама: Тајланд, Малезија, Индонезија и Брунеј.

## Станиште
Станишта врсте су речни екосистеми и слатководна подручја.